# Saitō Hiroshi (Diplomat)

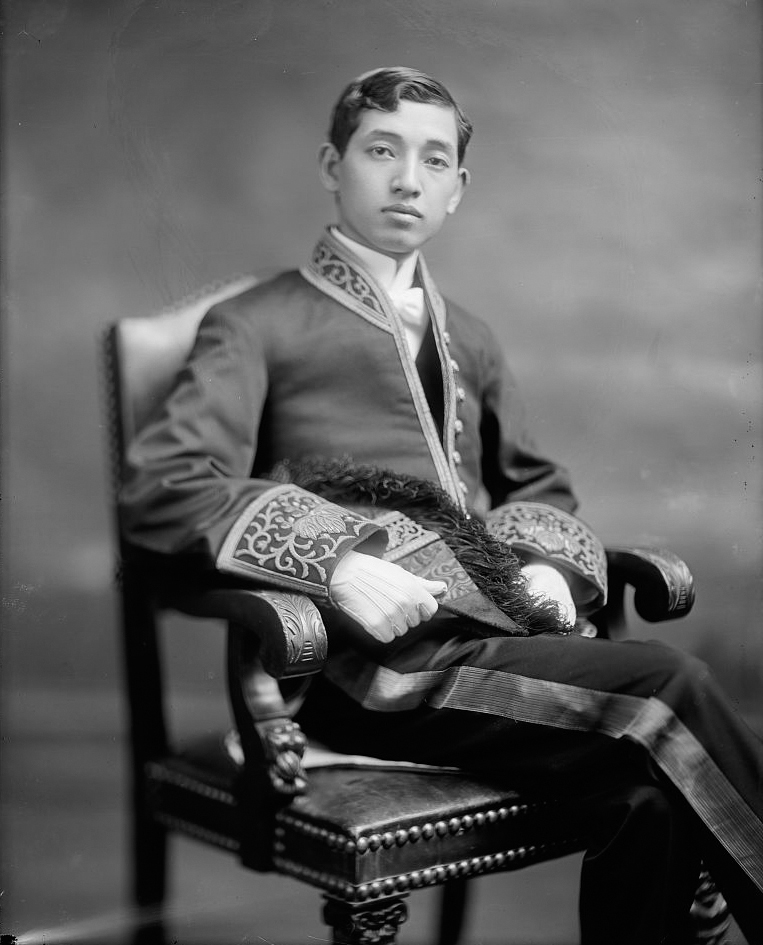
Saitō Hiroshi

Saitō Hiroshi (japanisch 斎藤 博; geboren 24. Dezember 1886 in der Präfektur Niigata; gestorben 26. Februar 1939 in Washington, D.C.) war ein japanischer Diplomat.

## Leben und Werk
Saitō Hiroshi machte seinen Abschluss an der Universität Tōkyō und begann 1910 eine Karriere im diplomatischen Dienst. Von 1923 bis 1928 arbeitete er als Generalkonsul in New York, war dann 1929 Sprecher des Außenministeriums. 1930 nahm er an den Verhandlungen zum Londoner Flottenvertrag teil und 1933 übernahm er einen Posten in der Botschaft in Den Haag.
Saitō war ein entschiedener Befürworter einer freundschaftlichen Zusammenarbeit aller demokratischen Staaten, in einer Zeit, als rechte Kreise für eine Allianz des faschistischen Deutschlands und Italiens mit Japan arbeiteten. 1934 wurde Saitō als Botschafter in die USA entsandt, in einem Versuch, die Beziehungen zwischen Japan und den Vereinigten Staaten zu verbessern, die seit dem japanischen Einfall in die Mandschurei im Jahr 1931 gelitten hatten.
Saitō starb 1939 in Washington. US-Präsident Franklin D. Roosevelt ordnete an, dass seine Asche mit allen Ehren auf dem Kreuzer Astoria nach Japan überführt wurde. Sein Nachfolger als Botschafter wurde Horinouchi Kensuke.
Saitō war ein großer Literatur-Liebhaber. Er übersetzte englische Gedichte, die Sammlung wurde posthum unter dem Titel „Ishokurin“ (移植林), etwa „Verpflanzter Wald“, publiziert.